# Gymnastique rythmique aux Jeux olympiques d'été de 1984
Navigation
Séoul 1988

## Épreuve individuelle
| Médaille                            | Nom               | Pays                 | Points |
| ----------------------------------- | ----------------- | -------------------- | ------ |
| Médaille d'or, Jeux olympiques      | Lori Fung         | Canada               | 57 950 |
| Médaille d'argent, Jeux olympiques  | Doina Staiculescu | Roumanie             | 57 900 |
| Médaille de bronze, Jeux olympiques | Regina Weber      | Allemagne de l'Ouest | 57 700 |